# Warschauer Dialekt
Der Warschauer Dialekt (in polnischer Standardsprache: Gwara warszawska) ist ein regionaler Dialekt der polnischen Sprache in Warschau. Der Dialekt bildete sich erst im 18. Jahrhundert in erster Linie aus dem masowischen Dialekt heraus. Verschiedene Sprachen, die in Warschau gesprochen wurden, hatten auf diesen polnischen Dialekt beträchtlichen Einfluss. Nach der Zerstörung Warschaus als Nachwirkung des Warschauer Aufstandes von 1944 verblasste der Dialekt. Es wird geschätzt, dass er zu gegenwärtiger Zeit als Muttersprache fast ausgestorben ist; doch wird er in literarischen Werken bewahrt.

## Klassifizierung
Der Warschauer Dialekt setzt sich hauptsächlich aus einer polnischen Basis zusammen, mit bedeutenden (meist lexikalischen) Einflüssen aus dem masowischen Dialekt sowie aus dem Russischen, Deutschen, Jiddischen und anderen Sprachen.
Der Dialekt entwickelte sich aus einer Spielart verschiedener Dialekte von unterschiedlichen Klassen. Die Sprache der Vororte unterschied sich von der Sprache im Zentrum Warschaus und jede Berufsgruppe benutzte ihre eigene Version des Dialektes. Da jede Version ein wenig anders war, ist es schwierig, den Dialekt exakt zu klassifizieren.

## Geographische Verbreitung
Der Dialekt wurde ursprünglich in und um Warschau herum gesprochen. Nach dem Warschauer Aufstand von 1944 wurde er von seinem geographischen Ursprung getrennt, weil die meisten der überlebenden Einwohner infolge der Zerstörungen in andere Teile Polens oder in die Diaspora umsiedelten. Gegenwärtig ist er beinahe vollständig als Erstsprache ausgestorben. Hauptsächlich wird er noch von Schriftstellern und Künstlern benutzt, die sich damit in der Literatur, in der Dichtung und im Songwriting ausdrücken.

## Geschichte
Der Warschauer Dialekt trennte sich im 18. Jahrhundert von den anderen polnischen Dialekten, als das polnische Substrat mit vielen Lehnwörtern aus dem Masowischen bereichert wurde. Vor allem jene Sprachen, die vom Bürgertum und am Königshof benutzt wurden, beeinflussten den Dialekt. Darunter zählten Italienisch, Jiddisch, Französisch, Latein und Englisch. Während der Teilungen Polens im 19. Jahrhundert integrierte der Dialekt eine große Zahl deutscher und russischer Lehnwörter.
Bis zum Zweiten Weltkrieg wurde der Dialekt von verschiedenen Klassen und Berufsständen Warschaus gesprochen und die Versionen entwickelten sich unabhängig voneinander, auch wenn sie miteinander verflochten waren. Trotzdem ist wie so häufig bei städtischen Dialekten der Einfluss der Gaunersprache bemerkbar. So verfasste Stefan Wiechecki in den Jahren vor 1939 und in den Fünfzigerjahren zahlreiche Geschichten über das Warschauer Milieu und der Dialekt wurde dadurch in seinen Feuilletons sozusagen kodifiziert. Figuren wie der Droschkenkutscher Walery Wątróbka, seine Gemahlin Genia und ihr Bruder Piekutowski wurden zu typischen Warschauer Gestalten kreiert, aus denen der Grafiker Jerzy Zaruba Karikaturen schuf, die den Berliner Gestalten von Heinrich Zille sehr ähneln.
Während des Zweiten Weltkrieges wurde ein großer Teil der Bevölkerung Warschaus getötet und die noch verbliebenen Sprecher zerstreuten sich. Direkt nach dem Krieg kehrte nur ein kleiner Teil der Vorkriegs-Warschauer in die zerstörte Stadt zurück. Aufgrund dessen wurde der Warschauer Dialekt stark von anderen polnischen Dialekten beeinflusst. Die einzigen Orte, an denen der Warschauer Dialekt bis zu einem gewissen Grad bewahrt wurde, waren die Stadtbezirke Wola und das weit weniger zerstörte Praga.
Seit den Sechzigerjahren führte die Vereinheitlichung der polnischen Sprache, angetrieben durch den Einfluss der Massenmedien wie Fernsehen und Radio, zu einem rapiden Rückgang an Sprechern aller polnischer Dialekte. Ebenso erging es dem Warschauer Dialekt.
Unter den bedeutendsten Künstlern, die den Warschauer Dialekt in ihren Büchern, Gedichten und Liedern benutz(t)en, gehören neben Stefan Wiechecki auch Hanka Bielicka, Irena Kwiatkowska, Wiktor Gomulicki, Stanisław Grzesiuk, Alina Janowska, Zygmunt Staszczyk, Stanisław Staszewski, Jarema Stępowski und Stasiek Wielanek.
Die umfassendsten Studien über den Dialekt führte Bronisław Wieczorkiewicz in seinem Buch Gwara warszawska wczoraj i dziś (deutsch: Der Warschauer Dialekt gestern und heute) durch.

## Unterarten des Dialektes
Der Warschauer Dialekt enthielt mehrere Unterarten:
- Subdialekte von verschiedenen Stadtbezirken – zum Beispiel die Sprachen von Praga, Wola sowie Powiśle (im innenstädtischen Stadtbezirk Śródmieście)
- Subdialekte von bestimmten Berufsgruppen – zum Beispiel die Sprache der Fuhrleute, Geschäftsleute, Drucker oder Polizisten
- Subdialekte von Kriminellen – eine eigene Version der Kassiber (Gaunersprache für heimliches Schreiben zwischen den Gefangenen)
- Jüdischer Subdialekt – eine regionale Version des Jiddischen, welches weitgehend vom Polnischen beeinflusst war

Alle obengenannten Subdialekte vermischten sich konstant untereinander, wobei die lexikale Basis bei den meisten unter ihnen Ähnlichkeiten aufwies.

## Erhaltene Dialektform
Mit Hinblick auf die große Zahl an Gefängnissen in Warschau war der Einfluss der Kassiber auf die Entwicklung des Dialektes immens. Zu einem gewissen Grad ist die Form der heutigen Sprache dadurch nur entfernt vergleichbar mit der früheren Sprache.

## Aussprache
Die Aussprache des Warschauer Dialektes entspricht zwar weitgehend der polnischen Sprache, allerdings gibt es einige bedeutende Unterschiede.
Die wichtigsten Unterschiede (hier: bei den Vokalen) zwischen der polnischen Standard-Aussprache und dem Warschauer Dialekt sind folgende:
| Verschwinden des Nasalvokals, besonders bei den letzten Silben         | [ɔ̃], [ɛ̃] |                               |                                    |                  |
| Palatalisierung des Velars vor [ɛ] und [ɛ̃], insbesondere bei Endsilben | [k], [ɡ] | rękę ([ˈrɛŋkɛ̃] oder [ˈrɛŋkɛ]) | rękie ([ˈrɛŋkʲe])                  | Hand (Akkusativ) |
| Ersatz der Vokalgruppe [ɔa] durch [ua] oder [uwa]                      | [ɔa],    | zawoalowany ([ˌzavɔaloˈvanɨ]) | zawualowany ([ˌzavualoˈvani])      | versteckt        |
| Ersatz des Vokals [ɨ] mit [i] oder [ɪ]                                 | [ɨ]      | kochany ([kɔˈxanɨ])           | kochany ([kɔˈxani] oder [kɔˈxanɪ]) | lieb             |

## Grammatik und Wortschatz
Die Grammatik des Warschauer Dialekts ist grundsätzlich die gleiche wie die Grammatik der polnischen Literatursprache, allerdings mit einigen Vereinfachungen. Daneben beinhaltet der Warschauer Dialekt eine ganze Reihe von Lehnwörtern aus einer Vielzahl von Sprachen.

## Schriftsystem
Der Warschauer Dialekt hat keine eigene Schriftform entwickelt. Der Dialekt, den einige Autoren in der Literatur benutzten, wurde mit dem polnischen Alphabet geschrieben.